# Pramen mládí
Pramen mládí je obraz od Lucase Cranacha staršího.
Cranach byl pravděpodobně žákem svého otce Hanse. Na Cranachovu tvorbu mělo vliv zejména umění alpských zemí a také dílo Albrechta Dürera. Inspiraci čerpal také z italského a nizozemského umění, se kterým se seznámil během své cesty do Holandska v roce 1508. Námětem jeho obrazu Pramen mládí je touha po nesmrtelnosti a věčném mládí. Základem myšlenky, kterou zde Cranach vyjadřuje svou malbou je mystická víra v očistnou a obnovující sílu vody. Na obraze vidíme pouze starší ženy. Ty jsou přiváděny ke studni, nad níž panují Venuše a Kupido. Z vody pak vystupují tyto ženy jako mladé a krásné. Proměna je dopřána pouze ženám starým, ty se pak po vystoupení z očistné lázně oddávají zábavě při stolování, tanci a lásce. Muži mládnou kontaktem s mladými ženami. Cranach toto téma mění zcela v duchu dobového dvorského vkusu na čistě světské aspekty.